# نوک‌داسی نوک‌سفید
نوک‌داسی نوک‌سفید (نام علمی: Eutoxeres aquila) نام یک گونه از سرده گوشه‌گیرهای نوک‌داسی است.